# Joseph Lanjouw
Joseph Lanjouw (Amsterdam, 21 augustus 1902 – Bilthoven, 5 januari 1984) was een Nederlands hoogleraar plantkunde.
Lanjouw studeerde vanaf 1922 biologie aan de Rijksuniversiteit Utrecht. Hij behaalde in 1929 het doctoraal examen en promoveerde in 1931 bij A.A. Pulle op het proefschrift The Euphorbiaceae of Surinam. De studie van de Surinaamse plantenwereld, zou verder het hoofdthema van Lanjouws wetenschappelijk onderzoek blijven. Na zijn promotie bleef Lanjouw als conservator verbonden aan het Botanisch Museum en Herbarium.
In 1948 nam hij als leider van de botanische sectie deel aan de Natuurwetenschappelijke Expeditie Suriname. Hij werd in 1948 benoemd tot hoogleraar in de bijzondere plantkunde en de leer van de verspreiding der planten, als opvolger van Pulle. Wetenschappelijke erkenning kreeg hij onder andere door zijn benoeming tot lid van de Koninklijke Nederlandse Akademie van Wetenschappen, (KNAW) in 1958.